# Auburn (Kentucky)
Auburn és una població dels Estats Units a l'estat de Kentucky. Segons el cens del 2000 tenia 1.444 habitants.

## Demografia
Segons el cens del 2000, Auburn tenia 1.444 habitants, 584 habitatges, i 397 famílies. La densitat de població era de 316,8 habitants/km².
Dels 584 habitatges en un 32,2% hi vivien nens de menys de 18 anys, en un 50,5% hi vivien parelles casades, en un 12,7% dones solteres, i en un 32% no eren unitats familiars. En el 29,3% dels habitatges hi vivien persones soles el 15,4% de les quals corresponia a persones de 65 anys o més que vivien soles. El nombre mitjà de persones vivint en cada habitatge era de 2,36 i el nombre mitjà de persones que vivien en cada família era de 2,88.
Per edats la població es repartia de la següent manera: un 23,6% tenia menys de 18 anys, un 8% entre 18 i 24, un 28,8% entre 25 i 44, un 19,7% de 45 a 60 i un 19,8% 65 anys o més.
L'edat mediana era de 38 anys. Per cada 100 dones de 18 o més anys hi havia 76,8 homes.
La renda mediana per habitatge era de 30.500 $ i la renda mediana per família de 38.173 $. Els homes tenien una renda mediana de 28.365 $ mentre que les dones 20.000 $. La renda per capita de la població era de 14.779 $. Entorn de l'11,3% de les famílies i el 15,1% de la població estaven per davall del llindar de pobresa.

## Poblacions més properes
El següent diagrama mostra les poblacions més properes.